# Parafia Miłosierdzia Bożego w Zawadce
Parafia Miłosierdzia Bożego w Zawadce − parafia rzymskokatolicka znajdująca się w diecezji rzeszowskiej w dekanacie Dębowiec.
Kościół w Zawadce powstał w latach 1982–1985 jako filia parafii św. Marii Magdaleny w Samoklęskach. Samodzielną parafię powołał 24 września 2000 roku biskup Kazimierz Górny.